# Felicia Edem Attipoe
Felicia Edem Attipoe est une femme ghanéenne commissaire aux avions. Elle est la première femme au Ghana à occuper ce poste. Elle est également connue pour avoir produit Key Soap Concert Party, une comédie ghanéenne du milieu des années 1990 et du début des années 2000,,.

## Biographie

### Enfance, éducation et débuts
Attipoe fait ses études secondaires au lycée OLA à Ho, dans la région de la Volta. Elle poursuit ses études au Collège universitaire africain de communications, où elle obtient une licence en arts. Elle est titulaire d'un diplôme en photographie de l'Université Temple, au Japon. Elle est également titulaire de certificats en sécurité des aérodromes, en triage et en radiotéléphonie de l'École d'aviation,.

### Carrière
Elle rejoint l'aviation civile du Ghana  comme secrétaire en 1999. Après le découplage de l'aviation civile du Ghana, elle rejoint la Ghana Airports Company Limited et travaille comme secrétaire pendant dix ans. En 2011, elle est transférée au bureau du Ramp Manager en tant que secrétaire. Réalisant qu'elle ne peut pas faire grand-chose en tant que secrétaire et développant un intérêt pour le rassemblement tout en regardant les hommes diriger les avions vers la baie, elle demande au directeur des opérations de l'aéroport de la laisser travailler dans ce domaine. Lorsque l’opportunité de suivre une formation de commissaire s’est présentée, elle a postulé et a finalement été embauchée à ce poste.

## Prix
2019 : elle remporte le prix de la femme la plus inspirante de l'industrie aéronautique lors du Maiden Ghana Most Inspiring Women's Award.

## Vie privée
Elle a deux enfants.